# La Paz (Honduras)
La Paz é um departamento nas Honduras.
Suas principais cidades são: Marcala e La Paz.

## Municípios
1. Aguanqueterique
2. Cabañas
3. Cane
4. Chinacla
5. Guajiquiro
6. La Paz
7. Lauterique
8. Marcala
9. Mercedes de Oriente
10. Opatoro
11. San Antonio del Norte
12. San José
13. San Juan
14. San Pedro de Tutule
15. Santa Ana
16. Santa Elena
17. Santa María
18. Santiago de Puringla
19. Yarula